# Saint-Gratien (Somme)
Saint-Gratien és un municipi francès situat al departament del Somme i a la regió dels Alts de França. L'any 2007 tenia 351 habitants.

## Demografia

### Població
El 2007 la població de fet de Saint-Gratien era de 351 persones. Hi havia 126 famílies de les quals 20 eren unipersonals (8 homes vivint sols i 12 dones vivint soles), 39 parelles sense fills, 51 parelles amb fills i 16 famílies monoparentals amb fills.

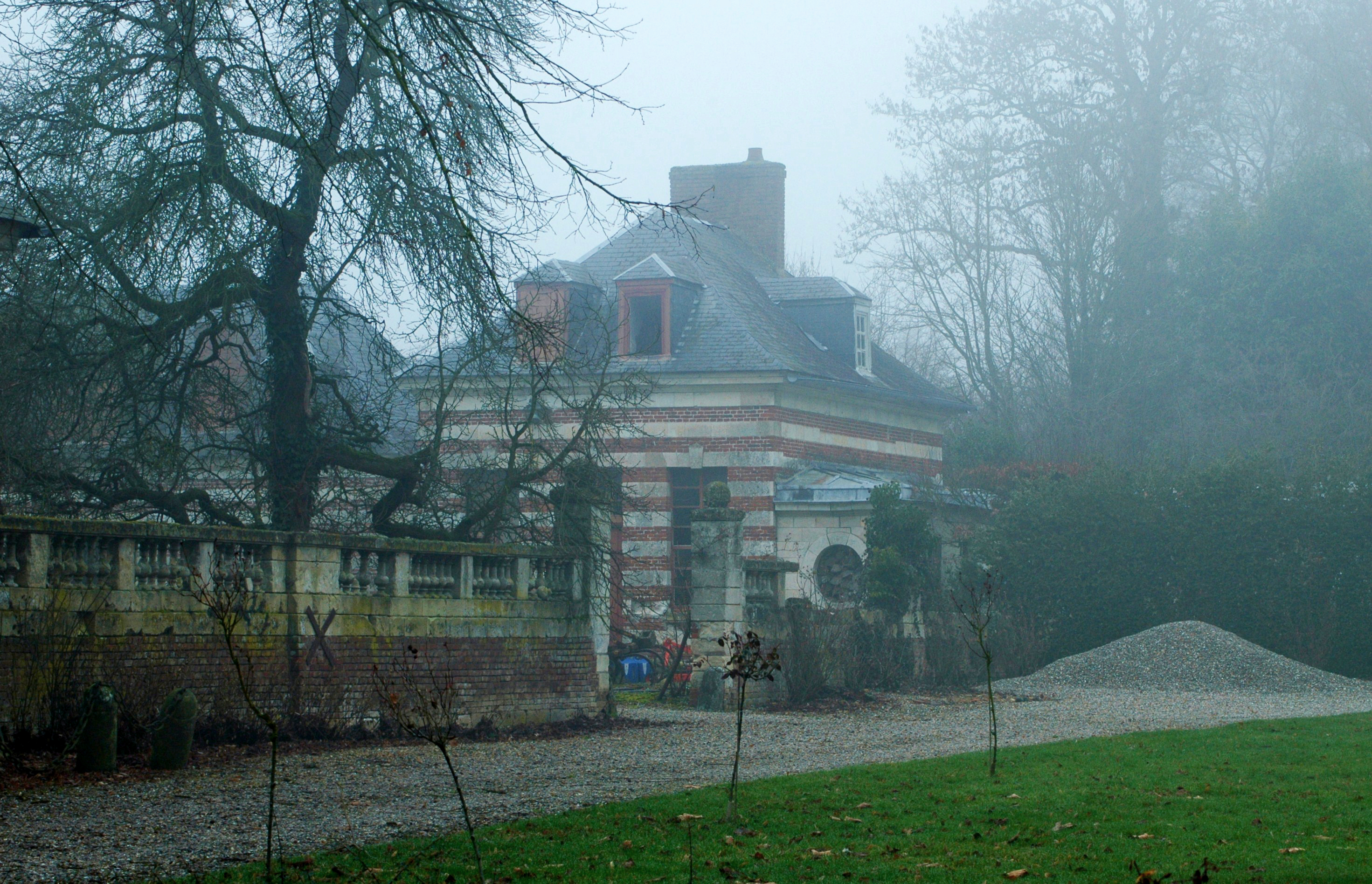

La població ha evolucionat segons el següent gràfic:
Habitants censats

### Habitatges
El 2007 hi havia 146 habitatges, 134 eren l'habitatge principal de la família, 2 eren segones residències i 11 estaven desocupats. 144 eren cases i 2 eren apartaments. Dels 134 habitatges principals, 114 estaven ocupats pels seus propietaris, 18 estaven llogats i ocupats pels llogaters i 2 estaven cedits a títol gratuït; 4 tenien dues cambres, 7 en tenien tres, 29 en tenien quatre i 94 en tenien cinc o més. 116 habitatges disposaven pel capbaix d'una plaça de pàrquing. A 44 habitatges hi havia un automòbil i a 84 n'hi havia dos o més.

### Piràmide de població

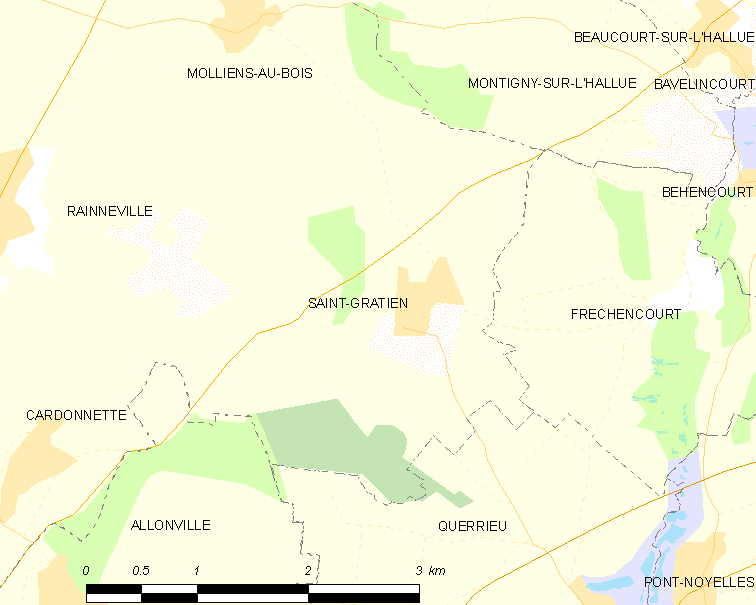

La piràmide de població per edats i sexe el 2009 era:
| Homes | Edats   | Dones |
| ----- | ------- | ----- |
| 0     | 95 o +  | 0     |
| 0     | 90 a 94 | 8     |
| 0     | 85 a 89 | 4     |
| 0     | 80 a 84 | 0     |
| 8     | 75 a 79 | 8     |
| 8     | 70 a 74 | 4     |
| 8     | 65 a 69 | 0     |
| 4     | 60 a 64 | 16    |
| 16    | 55 a 59 | 0     |
| 16    | 50 a 54 | 16    |
| 12    | 45 a 49 | 24    |
| 16    | 40 a 44 | 12    |
| 16    | 35 a 39 | 8     |
| 4     | 30 a 34 | 16    |
| 12    | 25 a 29 | 8     |
| 16    | 20 a 24 | 12    |
| 8     | 15 a 19 | 12    |
| 12    | 10 a 14 | 24    |
| 16    | 5 a 9   | 8     |
| 4     | 0 a 4   | 12    |

## Economia
El 2007 la població en edat de treballar era de 244 persones, 183 eren actives i 61 eren inactives. De les 183 persones actives 172 estaven ocupades (87 homes i 85 dones) i 13 estaven aturades (6 homes i 7 dones). De les 61 persones inactives 31 estaven jubilades, 20 estaven estudiant i 10 estaven classificades com a «altres inactius».

### Ingressos
El 2009 a Saint-Gratien hi havia 135 unitats fiscals que integraven 357 persones, la mediana anual d'ingressos fiscals per persona era de 20.857 €.

### Activitats econòmiques
Dels 7 establiments que hi havia el 2007, 5 eren d'empreses de construcció, 1 d'una empresa de transport i 1 d'una entitat de l'administració pública.
Dels 4 establiments de servei als particulars que hi havia el 2009, 2 eren fusteries, 1 lampisteria i 1 empresa de construcció.
L'any 2000 a Saint-Gratien hi havia 8 explotacions agrícoles que ocupaven un total de 450 hectàrees.

## Equipaments sanitaris i escolars
El 2009 hi havia una escola elemental.

## Poblacions més properes
El següent diagrama mostra les poblacions més properes.